# 扎科乡
扎科乡，是中华人民共和国四川省甘孜藏族自治州甘孜县下辖的一个乡镇级行政单位。

## 行政区划
扎科乡下辖以下地区：
青尼村、生达村、海拉村、俄拉村、银达村、协巴村、查衣村、查多村、地龙村、仲麦村、安达村、曲多村、大巴卡村、麦玉隆村和协旦达村。